# (5335) Damocles
(5335) Damocles – planetoida z grupy centaurów okrążająca Słońce w ciągu 40 lat i 275 dni w średniej odległości 11,84 j.a. Została odkryta 18 lutego 1991 roku w Obserwatorium Siding Spring przez Roberta McNaughta.
Nazwa tej asteroidy pochodzi od mitologicznego Damoklesa, dworzanina Dionizjosa Starszego. Przed jej nadaniem planetoida nosiła oznaczenie tymczasowe (5335) 1991 DA.
Jest to obiekt, od którego wzięła nazwę cała grupa podobnych planetoid (Damokloidy), cechujących się najprawdopodobniej kometarnym pochodzeniem.